# Polydesmus nanus
Polydesmus nanus är en mångfotingart som beskrevs av Koch. Polydesmus nanus ingår i släktet Polydesmus och familjen plattdubbelfotingar. Inga underarter finns listade i Catalogue of Life.